# Slow Riot for New Zerø Kanada
Slow Riot for New Zerø Kanada ist die erste EP von Godspeed You! Black Emperor, 1999 erschienen bei dem Montrealer Plattenlabel Constellation Records und dann später wiederveröffentlicht von Kranky Records in Chicago.

## Verpackung
Das Artwork und die Verpackung der EP erwähnt nur sehr knapp den Namen der Band oder der Platte. Auf dem Cover sowie auf dem Backcover stehen die Namen gar nicht. Nur in den Linernotes wird der Name Godspeed You! Black Emperor erwähnt. Der Albumtitel steht nur auf dem CD-Rücken. Die Songtitel werden überhaupt nicht erwähnt.
Das Jewel Case der CD ist ebenfalls ungewöhnlich. Es öffnet sich nämlich nicht – wie sonst üblich – rechts, sondern links. Dies liegt an dem hebräischen Text auf dem Cover, welcher von rechts nach links gelesen wird.
Transkribiert lauten die hebräischen Buchstaben „Tohu va bohu“ (תֹהוּ וָבֹהוּ). Tohu va bohu wird sowohl im Buch Genesis 1:2 und Buch Jeremiah 4:23 genutzt. Man könnte es mit „Ödland“ und „dem Nichts“ übersetzen. Die King James Bible übersetzt es in Genesis 1:2 mit „without form, and void“ (ohne Form, und Leere), die deutsche Luther-Bibel (Version 1984) mit „wüst und leer“. Im Inlay der CD wird dieser Text in einen höheren Kontext gestellt durch einen Auszug aus Jer 4:23-27 – sowohl in Hebräisch und Englisch.
Das Backcover der EP zeigt ein Diagramm mit italienischen Anweisungen, wie man einen Molotowcocktail baut.

## BBF3
Der Songtitel „BBF3“ bezieht sich auf den Interviewpartner, welcher sich „Blaise Bailey Finnegan III“ nennt, dessen exzentrische und zornige Aussagen den Kern des Songs bilden. Er wird von der Band in einem Field Recording interviewt.
Finnegan zitiert ein Gedicht, welches er angeblich selbst geschrieben habe, allerdings besteht es in Wahrheit aus dem Songtext zu Virus, einem Song der Hard-Rock-Band Iron Maiden, welcher von ihrem damaligen Sänger Blaze Bayley geschrieben wurde. GY!BE wussten davon offenbar nichts, als sie die EP veröffentlichten. Blaise Bailey Finnegan III ist höchstwahrscheinlich auch dieselbe Person, welche am Anfang vom Song Providence (auf ihrem ersten Studioalbum F♯A♯∞, 1997) interviewt wird und manche Versionen von BBF3 enthalten auch dieses Sample.

## Trackliste
1. Moya – 10:51
2. BBF3 – 17:45